# Elección al Senado de los Estados Unidos en Montana de 2024
Las elecciones al Senado de los Estados Unidos de 2024 en Montana se llevaron a cabo el 5 de noviembre de 2024 para elegir a un miembro del Senado de los Estados Unidos por el estado de Montana. El senador demócrata titular de tres mandatos, Jon Tester, fue reelegido con el 50,3% de los votos en 2018. Tester es uno de los tres senadores demócratas para la reelección en los estados que ganó Donald Trump tanto en 2016 como en 2020, junto con los senadores Joe Manchin de Virginia Occidental y Sherrod Brown de Ohio. La reelección de Tester se considera esencial para las posibilidades de los demócratas de retener la mayoría en el Senado en 2024.